# S osudem v zádech
S osudem v zádech (v anglickém originále Just in Case, v doslovném překladu V případě potřeby) je román pro mládež od americké spisovatelky Meg Rosoff, publikovaný nakladatelstvím Penguin v roce 2006. Hlavní protagonista David (později Justin) Case se většinu knihy a snaží vyhnout osudu. Autorka získala Carnegieho medaili za literaturu za nejlepší dětskou knihu roku zveřejněnou ve Velké Británii. V tiskové zprávě oznamující ocenění ji knihovníci nazvali „příběhem o smrti, depresi, sexu, výběru a přežití“.
Kniha také vyhrála německou literární cenu Jugendliteraturpreis a ocenění Costa Book Awards v roce 2006.   

## Děj
Kniha začíná v Lutonu v Bedfordshiru, když patnáctiletý David Case zachrání svého mladšího bratra před vypadnutím z otevřeného okna. Vyděšený zážitkem začíná všude vidět nebezpečí, věří, že ho osud pronásleduje a rozhodne se změnit svou identitu, aby mu unikl. Změní jméno na Justin, pořídí si nový šatník, hledá nové přátele, získá imaginárního psa, vše v naději, že se vyhne osudu. Ten ale nejde oklamat tak snadno. 
Původní název knihy a Davidovo nové jméno Justin Case odkazují na jeho fobii z osudu. 